# Slovenska republička nogometna liga 1951.
Slovenska republička nogometna liga u sezoni 1951. bilo je šesto izdanje prvenstva Narodne Republike Slovenije. Ove sezone predstavljala je treći rang jugoslavenskog nogometnog sustava.
 Sudjelovalo je 11 klubova, a prvak je bio "Korotan" iz Kranja. 

## Formiranje lige
- 1 momčad (Železničar Ljubljana) koja je ispala iz 3. savezne lige 1950.
- 10 momčadi (Korotan Kranj, Kladivar Celje, Branik Maribor, Nafta Lendava, Krim Ljubljana, Sobota, Železničar Maribor, Železničar Gorica, Miličnik Ljubljana i Gregorčić Jesenice) iz Slovenske lige 1950.
- Niti jedna momčad nije promakla iz nižeg ranga

Prvenstvo je trebalo imati 10 momčadi, ali jačanje ljubljanskog Triglava (bivši Miličnik) zbog spajanja s Borcem uvjerilo je savezne čelnike da naknadno uvrste klub, čime je broj sudionika porastao na 11.
"Sobota" iz Murske Sobote promijenila je ime u "Mura".

## Ljestvica
| mj.    | klub                  | ut. | pob. | ner. | por. | gol+ | gol- | kvoc  | bod |
| ------ | --------------------- | --- | ---- | ---- | ---- | ---- | ---- | ----- | --- |
| 1.     | Korotan Kranj         | 20  | 10   | 6    | 4    | 53   | 29   | 1,827 | 26  |
| 2.     | Branik Maribor        | 20  | 12   | 2    | 6    | 49   | 30   | 1,633 | 26  |
| 3.     | Kladivar Celje        | 20  | 8    | 8    | 4    | 40   | 32   | 1,250 | 24  |
| 4.     | Nafta Lendava         | 20  | 10   | 3    | 7    | 52   | 31   | 1,677 | 23  |
| 5.     | Mura                  | 20  | 9    | 5    | 6    | 48   | 36   | 1,333 | 23  |
| 6.     | Železničar Maribor    | 20  | 7    | 9    | 4    | 29   | 30   | 0,966 | 23  |
| 7.     | Železničar Ljubljana  | 20  | 7    | 4    | 9    | 31   | 28   | 1,107 | 18  |
| 8.     | Krim Ljubljana        | 20  | 7    | 4    | 9    | 34   | 41   | 0,829 | 19  |
| 9.     | Željezničar Gorica    | 20  | 6    | 5    | 9    | 34   | 54   | 0,629 | 17  |
| 10.    | J. Gregorčič Jesenice | 20  | 4    | 3    | 13   | 25   | 45   | 0,555 | 11  |
| 11.    | Triglav Ljubljana     | 20  | 3    | 5    | 12   | 20   | 59   | 0,338 | 11  |
|        |                       |     |      |      |      |      |      |       |     |
| Izvori |                       |     |      |      |      |      |      |       |     |

- Viši rang:
  - Korotan (Kranj) igrao je kvalifikacije za Drugu saveznu ligu – nije uspio. Liga je u međuvremenu ukinuta.
- Ispali:
  - Triglav (Kranj), Gregorčič (Jesenice), Željezničar (Gorica) i Krim (Ljubljana)
- Novi članovi:
  - Odred (Ljubljana) i Rudar (Trbovljе), povratnici iz ukinute Druge savezne lige, Sloga (Ljubljana) – poslije kvalifikacija
- Napomene:
  - naredne sezone liga je brojala 10 klubova

## Kvalifikacije

### Za popunu 2. savezne lige
Sudionici: Rudar Trbovlje (14. u Drugoj saveznoj ligi) i Korotan Kranj (prvak Slovenije)
| Prva momčad   |   | Druga momčad   | 1. utakmica | 2. utakmica |
| ------------- | - | -------------- | ----------- | ----------- |
| Korotan Kranj | – | Rudar Trbovlje | 0:2         | 1:0         |

### Za popunu Slovenske lige
- Igrano u studenom 1951.
- Sudionici: Sloga Ljubljana, Proletarec Zagorje, Železničar Postojna i Kovinar Tezno[2]

| Polufinale          | Polufinale | Polufinale          |     |
| ------------------- | ---------- | ------------------- | --- |
| Sloga Ljubljana     | –          | Proletarec Zagorje  | 2:0 |
| Železničar Postojna | –          | Kovinar Tezno       | 5:0 |
| Finale              |            |                     |     |
| Sloga Ljubljana     | –          | Železničar Postojna | ?   |

## Poveznice
- Slovenska republička liga
- Nogometno prvenstvo Jugoslavije – 3. ligaški rang 1951.
- Kvalifikacije za Drugu saveznu ligu 1952.

## Vanjske poveznice
- RSSSF - Slovenia - List of Final Tables 1946-1998
- Nogometno prvenstvo FNRJ 1951., Slovenska liga
- Zbornik Medobčinske nogometne zveze Ljubljana 1920–2020